# Mosquito Sancineto
Mosquito Sancineto (Buenos Aires, 2 de diciembre de 1972), nombre artístico de José Fabio Sancineto, es una persona trans de género no binario de Argentina, destacada como artista teatral y cinematográfica, y por su militancia por la diversidad.

## Biografía

### Primeros años
José Fabio Sancineto nació en el barrio de Almagro, donde creció y siguió viviendo en la adultez.
Se crio en una familia de clase media, en la tanto su madre como su padre eran militantes. Su padre era pintor en la intimidad y su familia impulsó su vocación artística y dramática desde su niñez. Cursó sus estudios secundarios en el Instituto Vocacional de Arte Labardén. De profundos valores cristianos, se sintió "raro", "distinto", "andrógino", "singular" y "queer" desde joven, pero tanto su entorno familiar como escolar resultaron relativamente protectores.

### Década de 1980
En 1979 debutó en el teatro en la obra El príncipe idiota de Dostoievski, con dirección de Inda Ledesma, que ganó el Premio Molière por dicho trabajo. En 1984 integró el elenco del film Los chicos de la guerra, bajo la dirección de Bebe Kamin, en el papel del "Soldado Mosquito", de donde le quedó el sobrenombre de "Mosquito". Durante esa década actuó en otras películas (Chechechela, 1985; Perros de la noche, 1986; El sol en botellitas, 1986; La bailanta, 1987)
Estudió con relevantes profesionales de la actuación, destacándose Norman Briski, a quien considera su maestro, y el francés Claude Bazan, con quien aprendió improvisación, un arte que resultaría crucial en su carrera.

Haber estudiado con Norman Briski fue clave en lo artístico, porque él logró encausar toda esa cosa visceral mía con la que yo todavía no sabía muy bien qué hacer.
Mosquito Sancineto

En los años '80 se identificó con "esa vanguardia que eran Alejandro Urdapilleta, Batato Barea, Humberto Tortonese, Las Gambas al Ajillo", en ámbitos revulsivos del under porteño, como el Parakultural y el Centro Cultural Ricardo Rojas.
A fines de la década de 1980 recibió el apoyo de Leopoldo Sosa Pujato, director del Centro Cultural Rojas, para realizar una experiencia de cursos y presentaciones escénicas basadas en la improvisación, entre ellas Match de Improvisación, con la participación de Klaudia con K y Peter Pank como porristas, que resultaron muy exitosas y que se extenderían a lo largo de toda su carrera.

### Década de 1990
En 1990 actúa en El calor de la tetera de Norberto Le Vatte, con dirección de Talo Atlante, puesto en escena en el Parakultural. Sancineto hacía de cuidador de un baño de hombres concurrido por homosexuales y se presentaba maquillado y con los labios pintados de negro, generando en el público un sentimiento de incertidumbre sobre su género.
En 1991 recibió la convocatoria de Javier Margulis para obrar de maestro de ceremonias de Fragmentos de una Herótica, en el Centro Cultural Babilonia. Este espectáculo se extendió durante tres años y significó un punto crucial para Sancineto, "el primero en donde dio rienda suelta a sus inquietantes androginia e insolencia", siguiendo la línea inaugurada por Batato Barea, con la que se identificaba profundamente.
Sancineto se constituye en la década de 1990 como una figura decisiva en un movimiento de "des-identidad  genérica" que, surgido en la década anterior, adquirió una fuerte legitimidad social en las dos décadas siguientes, expresada en las leyes de Matrimonio Igualitario de 2010 e Identidad de Género de 2012. "Desde su androginia, refuncionalizó las matrices de teatralidad de Batato Barea", dice Guillermina Bevacqua.
A lo largo de los '90s se destacó organizando y realizando presentaciones en fiestas y espacios de disidencias sexuales, como las Fiestas Mayas, Ave Porco, El Dorado y Morocco. Continuó también con sus actuaciones en teatro (Las viejas putas de Copi, con dirección de Miguel Pittier) y cine (Hijo del río, 1991; La dama regresa, 1996; Sin querer, 1997; Un crisantemo estalla en cinco esquinas, 1998; Pozo de zorro, 1999).

### Años 2000
En 2001 recibió el Diploma de Honor de los Premios Konex en el rubro Unipersonal.
Durante esa década sus espectáculos de improvisación resultan cada vez más masivos, llegando a poner en escena cinco presentaciones semanales.
En cine actúa en Viaje por el cuerpo (2001), Bajar es lo peor (2002), Todas las azafatas van al cielo (2002), El delantal de Lili (2004).

### Desde 2010
En los años posteriores a 2010, Sancineto continuó realizando sus exitosos espectáculos de improvisación, así como organizando y participando en actividades de militancia y compromiso con los colectivos LGBT+, como los Festivales por la Diversidad y Destravarte.
Simultáneamente actúa en puestas teatrales de primera línea, con elogiosas crónicas: 
- 2011: Antígona Vélez de Leopoldo Marechal, en el papel de bruja, dirección de Pompeyo Audivert, en el Teatro Nacional Cervantes;[16][17]

Es raro y, a la vez, es como un giro en mi carrera que en realidad quería hacer, sin abandonar mis propuestas de improvisación -cuenta el intérprete-. Quiero avanzar en la calidad de artista que creo que puedo ser. Pompeyo me convocó y se lo agradezco infinitamente porque siempre hay cierto temor conmigo, cierto prejuicio. Es cierto que yo he creado mi propia instalación artística y pareciera que por eso no puedo formar parte de otros proyectos. Y sí puedo... Me formé de manera académica y después rompí con todo eso, y esto es como volver a las fuentes, a ser un chico prolijo.
Mosquito Sancineto

- 2013: La sombra de Wenceslao de Copi, en el papel del loro, dirección Villanueva Cosse, en el Teatro Nacional Cervantes;[18][19]
- 2014/15: Muñeca de Armando Discépolo, en el papel de Perla, con dirección de Pompeyo Audivert, en el Teatro Nacional Cervantes;[20]
- 2017: La farsa de los ausentes de Roberto Arlt, dirección de Pompeyo Audivert, Teatro Municipal San Martín.[21]

Protagonizó también Las Destructoras (2018) y Tragaperras (2019), ambas obras de Alfredo Megna, y Mercurio retrógrado (2019). En cine actuó en Las chicas del 3º (2014) de Maximiliano Pelosi, Cínicos (2017) de Raúl Perrone, Medea (2019) de Lara Seijas, Bernarda es la patria (2020) de Diego Schipani. En televisión se destacó en la exitosa serie El marginal (temporadas 2 y 3), en el papel de Fabiola.
En 2022 actuó ''Diario de un gigoló, serie de Netflix de Mariano Ardanaz. En 2023 estrenó el espectáculo Euforia, un homenaje a los viejos cabarets y al circo criollo, integrando crítica social y política, música y sátira".

## Obra
Fuente: Página oficial de Alejandro Vannelli, representante de Mosquito Sancineto.

### Teatro
- 2024: A pura impro
- 2019: Tragaperras (dir. Alfredo Megna) y Mercurio retrógrado (dir. Lorena Muñoz)
- 2018: Las destructoras (dir. Matías Strafe)
- 2017: La farsa de los ausentes de Roberto Arlt (dir. Pompeyo Audivert)
- 2014/15: Muñeca de Armando Discépolo (dir. Pompeyo Audivert)
- 2013: La sombra de Wenceslao de Copi (dir. Villanueva Cosse)
- 2011/12: Destravarte
- 2010: Antígona Vélez de Leopoldo Marechal (dir. Pompeyo Audivert)
- 2005: Argentina Improvisada II
- 2004: Argentina Improvisada
- 2003: Improvisaciones con Identidad
- 2001/02: Enamoradas del Muro
- 2001: Mosquito Industria Argentina
- 2000: Improvisaciones con estilo
- 1999: Sábados frescos, domingos ácidos
- 1998: El cumbiambo, recital de cumbias trans
- 1996: Las viejas putas, de Copi (dir. Miguel Pittier)
- 1995/2000: Ave Porco
- 1992/97: Fiestas Mayas
- 1991/93: Fragmentos de una herótica, (dir. Javier Margulis)
- 1991: Chroby de Norberto Le Vatte (dir. Daniel Kargieman)
- 1990: El calor de la tetera de Norberto Le Vatte (dir. Talo Atlante)
- 1988/89 : Match de Improvisación
- 1983-1986: espectáculos infantiles: Tiros y pasteles, No había una vez un pájaro, El circo sabelotodo
- 1984: Integra el Grupo de Teatro Los Cabezones de la Feria, dirigido por Daniel Omar Luppo.
- 1983: Todo es show de Carlos Merola (asistente de dirección)
- 1979: El príncipe idiota de Dostoievski (dir. Inda Ledesma)
- 1981/82: asistente de dirección de Beatriz Seibel en el Centro Cultural General San Martín, Teatro Abierto 83

### Cine
- 2020: Bernarda es la patria, de Diego Schipani.
- 2019: Medea, de Lara Seijas.
- 2018: Cínicos, de Raúl Perrone.
- 2014: Las chicas del 3º, de Maximiliano Pelosi.
- 2004: El delantal de Lili, de Mariano Galperín.
- 2002: Bajar es lo peor, de Leyla Grünberg y Todas las azafatas van al cielo, de Daniel Burman.
- 2001: Viaje por el cuerpo, de Jorge Polaco.
- 1999: Pozo de zorro, de Miguel Mirra.
- 1996: Sin querer, de Ciro Cappellari.
- 1998: Un crisantemo estalla en cinco esquinas, de Daniel Burman.
- 1997: Sin querer, de Ciro Cappellari.
- 1996: La dama regresa, de Jorge Polaco.
- 1995: La bailanta, de Luis Rodrigo.
- 1991: Hijo del río, de Ciro Cappellari.
- 1989: Después del último tren, de Miguel Mirra.
- 1988: Con la misma bronca, de Mario David.
- 1986: Perros de la noche, de Teo Kofman y Chechechela, de Bebe Kamin.
- 1985: El sol en botellitas, de Edmund Valladares.
- 1984: Los chicos de la guerra, de Bebe Kamin.

### Televisión
- 2022: Diario de un gigoló, de Mariano Ardanaz.
- 2018/9: El marginal, de Adrián Caetano.
- 2005: Los de la esquina, por Canal 7.
- 2004: La trasnoche de Canal 7, con Coco Silly y  Daniel Aráoz.
- 1996: ¿Dónde estás, amor de mi vida, que no te puedo encontrar?, de Juan José Jusid.
- 1993: Ficciones, por Canal 7.
- 1990: Cuentos para ver, por Canal 7